# Gerhard Stöck
Gerhard Stöck (Schönlanke, 28 luglio 1911 – Amburgo, 28 marzo 1985) è stato un giavellottista e pesista tedesco, medaglia oro nel giavellotto alle Olimpiadi di Berlino del 1936, con un lancio di 71,84 m che dalla quinta posizione lo fece balzare in testa alla classifica proprio all'ultimo lancio a sua disposizione.

## Biografia
Nell'edizione dei Giochi olimpici in cui riuscì ad aggiudicarsi il primo posto nel lancio del giavellotto, Stöck riuscì anche ad ottenere un ottimo risultato nel getto del peso, vincendo la medaglia di bronzo, battuto dal connazionale Hans Woellke e dal finlandese Sulo Bärlund. Stöck è stato il primo atleta tedesco ad aver vinto la medaglia d'oro in una gara su pista alle olimpiadi.
Durante la seconda guerra mondiale Stöck era un tenente dell'esercito tedesco di stanza a Stalingrado.

## Palmarès
| Anno | Manifestazione | Sede    | Evento                 | Risultato | Prestazione | Note |
| ---- | -------------- | ------- | ---------------------- | --------- | ----------- | ---- |
| 1936 | Olimpiadi      | Berlino | Lancio del giavellotto | Oro       | 71,84 m     |      |
| 1936 | Olimpiadi      | Berlino | Getto del peso         | Bronzo    |             |      |
| 1938 | Europei        | Parigi  | Lancio del giavellotto | 7º        |             |      |

## Campionati nazionali
- 1 volta campione nazionale nel lancio del giavellotto (1938)

1933
- Argento ai campionati tedeschi, lancio del giavellotto

1934
- Argento ai campionati tedeschi, lancio del giavellotto

1935
- Argento ai campionati tedeschi, lancio del giavellotto
- Argento ai campionati tedeschi, getto del peso
- Argento ai campionati tedeschi, decathlon

1936
- Argento ai campionati tedeschi, lancio del giavellotto
- Argento ai campionati tedeschi, getto del peso

1937
- Argento ai campionati tedeschi, lancio del giavellotto

1938
- Oro ai campionati tedeschi, lancio del giavellotto

1946
- Argento ai campionati tedeschi, lancio del giavellotto

1947
- Argento ai campionati tedeschi, lancio del giavellotto
- Argento ai campionati tedeschi, getto del peso